# Fantasy Flight Games
Pour les articles homonymes, voir FFG.

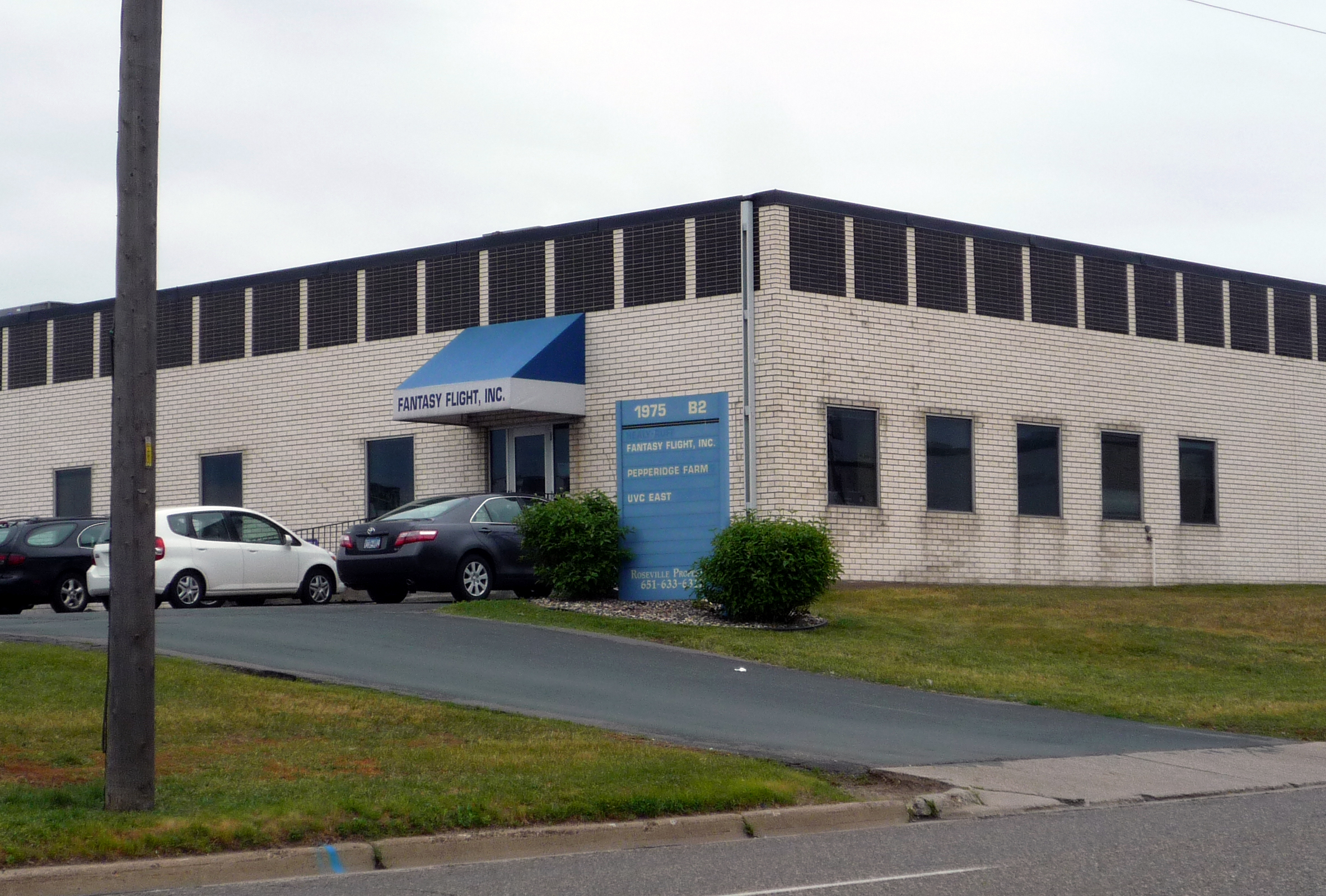
Fantasy Flight, Roseville, Minnesota

Fantasy Flight Games est un éditeur de jeux de société, de jeu de rôle. L'entreprise est basée à Roseville dans le Minnesota aux États-Unis et édite souvent des jeux à licence ou des rééditions de classiques.
Ils éditent aux États-Unis certains jeux de l'éditeur français Days of Wonder.
En 2014 (novembre), ils fusionnent avec Asmodee Éditions qui a racheté la même année Days of Wonder.

## Quelques jeux édités
Rééditions :
- Kingdoms, 2002, Reiner Knizia
- Britannia - deuxième édition, 2003, Lewis Pulsipher
- Rencontre cosmique
- La fureur de Dracula
- Twilight Imperium
- Warrior Knights
- Horreur à Arkham
- Talisman

Jeux sous licence :
- Le Trône de fer (jeu de plateau)
- Le Trône de fer (jeu de cartes à collectionner)
- Age of Conan
- Battlestar Galactica
- Beowulf
- Fallout
- Warcraft, 2003, Kevin Wilson
- World of Warcraft
- Doom: The Board Game, 2005, Kevin Wilson
- Warhammer Fantasy Roleplay
- divers jeux du Seigneur des anneaux
- Starcraft
- Star Wars : X-Wing - Le Jeu de figurines
- Star Wars
- Warhammer 40,000 Roleplay communément appelé "Dark Heresy"
- Warhammer: Invasion 2009

Autre :
- BattleLore
- Civilization: A New Dawn (en)
- Descent
- Dust (jeu)
- KeyForge
- The Hollywood card game, 2005, Bruno Faidutti et Michael Schacht
- Tannhaüser